# باسل الراشد
باسل سعد عبد العزيز عبد المحسن الراشد (1967 - 20 فبراير 2021)، نائب كويتي سابق، شارك في انتخابات مجلس الأمة الكويتي 2003 الفصل التشريعي العاشر وفاز بالعضوية عن الدائرة العاشرة - العديلية - وحصل على 1,246 صوت، وجاء بالمركز الثاني، يحمل الشهادة الجامعية، وحاز علي عضوية مجلس شركة اسمنت الكويت، وعضوية مجلس إدارة شركة الكيبل التلفزيوني، وهو عضو مؤسس في جمعية حماية المال العام.

## مواقفه في مجلس الأمة
| الكتل                                                    | مُستقل                      |
| اللجان                                                   | الشؤون المالية والاقتصادية |
| طرح الثقة بالنوري (2004)                                 | ضد طرح الثقة               |
| طلب طرح الثقة بالجارالله (2005)                          | لا موقف رسمي               |
| حقوق المرأة السياسية (2005)                              | مُوافق                      |
| تقليص الدوائر إلى خمس (2006)                             | كتلة الـ29                 |
| إحالة قانون الدوائر إلى عشر إلى المحكمة الدستورية (2006) | غير موجود                  |